# NGC 7454
NGC 7454 este o galaxie situată în constelația Pegas. A fost descoperită în 15 octombrie 1784 de către William Herschel. Se află la o distanță de 23,66 de megaparseci de Pământ.